# Kyiv (tỉnh của Ba Lan)

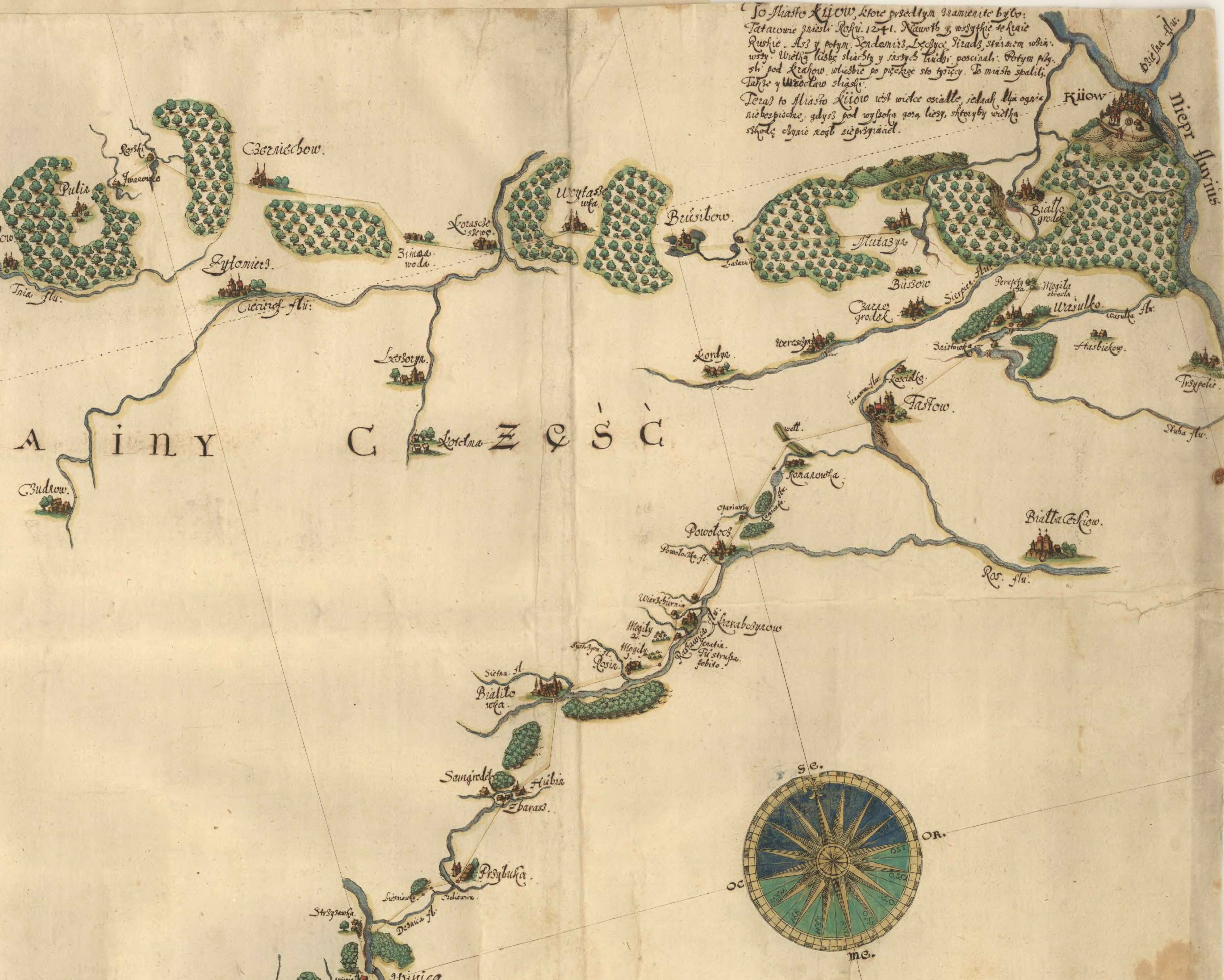
Bản đồ từ năm 1635 bao gồm phần phía tây của tỉnh Kyiv.

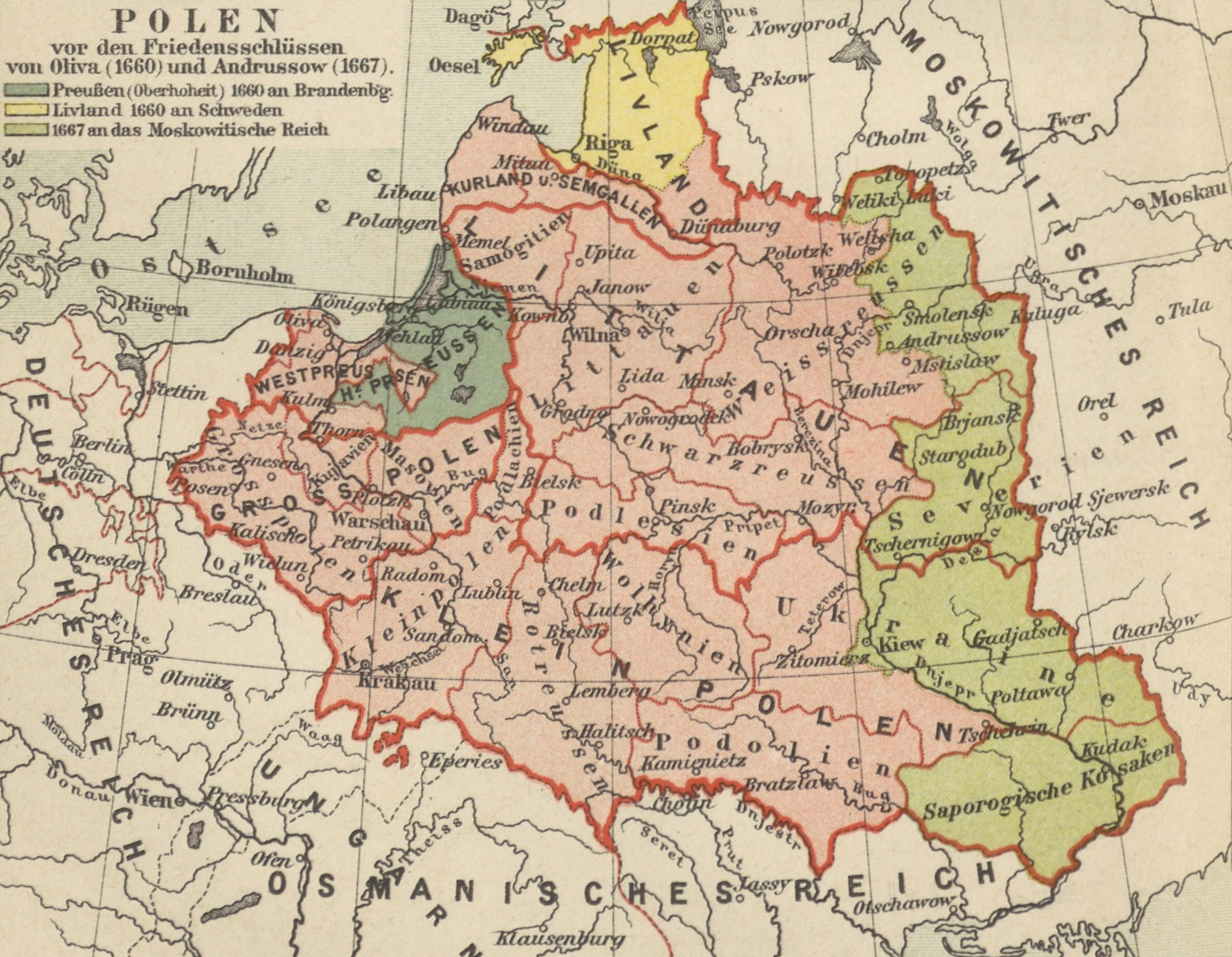
Bản đồ Thịnh vượng chung Ba Lan-Litva và những tổn thất lãnh thổ của nó vào giữa thế kỷ 17.

Tỉnh Kyiv (tiếng Ba Lan: województwo kijowskie, tiếng Latinh: Palatinatus Kioviensis, tiếng Ukraina: Київське воєводство, Kyjivśke vojevodstvo) là một đơn vị hành chính và chính quyền địa phương ở Đại công quốc Litva từ năm 1471 đến năm 1569 và của Lãnh địa hoàng gia Vương quốc Ba Lan từ 1569 đến 1793, là một phần của tỉnh Tiểu Ba Lan của Lãnh địa hoàng gia Ba Lan.
Tỉnh được thành lập vào năm 1471 sau cái chết của thân vương cuối cùng của Kyiv Simeon Olelkovich và chuyển đổi Thân vương quốc Kyiv (công quốc phụ thuộc của Đại công quốc Litva) thành tỉnh Kyiv.

## Mô tả
Tỉnh được thành lập vào năm 1471 theo lệnh của Vua Kazimierz IV Jagiellończyk ngay sau cái chết của Semen Olelkovich. Tỉnh đã thay thế Thân vương quốc Kyiv trước đây, được cai trị bởi các thân vương gia tộc Olelkovich người Litva-Ruthenia (có liên quan đến nhà Algirdas và gia tộc Olshansky).
Trung tâm hành chính đầu tiên của tỉnh là Kyiv, nhưng khi thành phố này được trao cho Đế quốc Nga vào năm 1667 theo Hiệp định đình chiến Andrusovo, thủ phủ chuyển đến Zhytomyr (tiếng Ba Lan: Żytomierz), duy trì tình trạng này cho đến năm 1793.
Đây là tỉnh lớn nhất của Thịnh vượng chung Ba Lan-Litva tính theo diện tích đất, bao phủ vùng đất của người Cossack Zaporizhia và những vùng khác.

## Chính quyền
Thống đốc của tỉnh là voivoda (tiếng Ba Lan: wojewoda kijowski). Trong Thịnh vượng chung Ba Lan-Litva, hai vị trí hành chính quan trọng khác là castellan (tiếng Ba Lan: kasztelan kijowski) và giám mục (biskup kijowski).
Lá cờ ở một bên có Pogon của Litva trên nền đỏ và mặt còn lại là con gấu đen trên nền trắng với bàn chân trái phía trước giơ lên.
Trong thế kỷ 15–16, tất cả các voivoda đều có nguồn gốc từ người Litva hoặc người Ruthenia, chẳng hạn như Holszański và Radziwiłł. Sau đó thuộc về các gia đình Chính thống giáo phương Đông là Ostrogski và Zaslawski và trong một thời gian ngắn là Movilești (Lozynski). Từ đầu thế kỷ 17, các voivoda có nguồn gốc Ba Lan, cùng với Ruthenia, đã được chọn nhậm chức, cụ thể là Potocki.
Voivoda thời Đại công quốc Litva (1471–1569)
- Martynas Goštautas (Marcin Gasztołd) (1471–1475)
- Ivan Chodkiewicz (Jonas Ivanas *Chodkevičius) (1480–1484)
- Jerzy Pac (Jurgis Pacas) (1486–1492)
- Dymitr Putiatycz (Dmytro Putyatych) (1492–1505)
- Jerzy Montowtowicz (Jurgis Montovtt) (1505–1508)
- Jan Gliński (Jonas Glinskis, Ivan Hlynsky) (1508)
- Jerzy Holszański (Jurgis Alšėniškis, Yuriy Olshansky) (1508–1511)
- Jerzy Radziwiłł (Jurgis Radvila) (1511–1514)
- Andrzej Niemirowicz (Andriy Nemyrych) (1514–1541)
- Jan Holszański (Ivan Olshansky) (1542–1544)
- Fryderyk Proński (Semen Hlebovych Pronsky, Frederikas Prunskis) (1545–1555)
- Hrehory Chodkiewicz (Grigorijus Chodkevičius) (1555–1559)
- Konstanty Wasyl Ostrogski (Kostiantyn Vasyl Ostrozky) (1559–1569)

Voivoda thời Vương quốc Ba Lan (1569–1793)
- Konstanty Wasyl Ostrogski (1559–1608)
- Stanisław Żółkiewski (1608–1618)
- Aleksander Załawski (1629)
- Stefan Chmielecki (1629–1630)
- Janusz Tyszkiewicz (1630–1649)
- Adam Kisiel (1650–1653)
  - Từ năm 1654 ở Zhytomyr

Stanisław Rewera Potocki (1655–1658)
- Jan Zamoyski (1658–1659)
- Jan Wyhowski (1659–1664)
- Stefan Czarniecki (1664–1665)
- Michał Stanisławski (1665–1668)
- Andrzej Potocki (1668–1681)
- Feliks Kazimierz Potocki (1682)
- Stefan Niemirycz (1682–1684)
- Marcin Kątski (1684–1702)
- Józef Potocki (1702–1744)
- Stanisław Potocki (1744–1756)
- Franciszek Salezy Potocki (1756–1772)
- Stanisław Lubomirski (1772–1785)
- Józef Gabriel Stempkowski (1785–1791)
- Antoni Protazy Potocki (1791–1793)

## Hành chính
- Hạt Kijow, Kijow (Biała Cerkiew, Bila Tserkva, từ 1659)
- Hạt Owrucz, Owrucz
- Hạt Żytomierz, Żytomierz
- Hạt Putywl, Putywl (mất sau Chiến tranh Moskva–Litva lần hai)
- Hạt Mozyrz, Mozyrz (chuyển cho tỉnh Minsk theo Liên minh Lublin)
- Hạt Czerkasy, Czerkasy (thanh lý năm 1566)
- Hạt Czarnobyl, Czarnobyl (thanh lý năm 1566)

Các hạt mất theo Hiệp định đình chiến Andrusovo
- Hạt Lubecz, Lubecz
- Hạt Oster, Oster
- Thành phố Kijow

Thay cho một số hạt bị thanh lý vào năm 1566, đã có các khu trưởng lão được thành lập: Biała Cerkiew, Kaniów, Korsun, Romanówka, Czerkasy, Czigrin.
Thành phố hoàng gia tự do
- Berezań
- Biała Cerkiew
- Bohusław
- Czehryń
- Czerkasy
- Jagodzin
- Kaniów
- Kijów
- Korsuń
- Myrhorod
- Oster
- Owrucz
- Stebliw
- Trechtymirów
- Żytomierz